# Мансфілд-Сентер (Массачусетс)
Мансфілд-Сентер (англ. Mansfield Center) — переписна місцевість (CDP) в США, в окрузі Бристоль штату Массачусетс. Населення — 7830 осіб (2020).

## Географія
Мансфілд-Сентер розташований за координатами 42°1′19″ пн. ш. 71°13′4″ зх. д. / 42.02194° пн. ш. 71.21778° зх. д. (42.021960, -71.217844).  За даними Бюро перепису населення США в 2010 році переписна місцевість мала площу 7,30 км², з яких 7,14 км² — суходіл та 0,16 км² — водойми.

## Демографія
Згідно з переписом 2010 року, у переписній місцевості мешкало 7360 осіб у 3096 домогосподарствах у складі 1826 родин. Густота населення становила 1008 осіб/км².  Було 3300 помешкань (452/км²).
Расовий склад населення:
| - 92,6 % — білих - 2,8 % — азіатів - 2,6 % — чорних або афроамериканців - 0,1 % — корінних американців |

До двох чи більше рас належало 1,2 %. Частка іспаномовних становила 2,1 % від усіх жителів.
За віковим діапазоном населення розподілялося таким чином: 23,8 % — особи молодші 18 років, 64,8 % — особи у віці 18—64 років, 11,4 % — особи у віці 65 років та старші. Медіана віку мешканця становила 39,2 року. На 100 осіб жіночої статі у переписній місцевості припадало 97,1 чоловіків;  на 100 жінок у віці від 18 років та старших — 94,0 чоловіків також старших 18 років.
Середній дохід на одне домашнє господарство  становив 86 561 долар США (медіана — 76 305), а середній дохід на одну сім'ю — 101 532 долари (медіана — 88 472). Медіана доходів становила 48 015 доларів для чоловіків та 47 102 долари для жінок. За межею бідності перебувало 4,3 % осіб, у тому числі 6,3 % дітей у віці до 18 років та 6,0 % осіб у віці 65 років та старших.
Цивільне працевлаштоване населення становило 4479 осіб. Основні галузі зайнятості: освіта, охорона здоров'я та соціальна допомога — 23,7 %, роздрібна торгівля — 18,0 %, мистецтво, розваги та відпочинок — 11,8 %, науковці, спеціалісти, менеджери — 9,9 %.